# Erysiphe pisi
Erysiphe pisi is een echte meeldauw die behoort tot de familie Erysiphaceae. Het is een biotrofe parasiet en komt voor op planten uit de orde Fabales. 

## Verspreiding
Erysiphe pisi komt voor in Europa, Noord-Amerika en Azië (Rusland, Japan, China, Jemen, Sri Lanka, Maleisië), Afrika (Sudan, Ethiopië, Tanzania) en Nieuw-Zeeland. In Nederland komt het uiterst zeldzaam voor. 

## Waardplanten
Het komt voor op de volgende waardplanten:
- Arachis hypogaea
- Astragalus (boeticus, glycyphyllos)
- Bituminaria
- Dorycnium (hirsutum, pentaphyllum subsp. germanicum + herbaceum, rectum)
- Erophaca baetica
- Glycyrrhiza (glabra, uralensis)
- Hymenocarpos circinnatus
- Lathyrus (inconspicuus, pratensis)
- Lens culinaris
- Lotus
- Lupinus (albus, angustifolius, luteus, mutabilis, polyphyllus),
- Medicago (arabica, disciformis, falcata, intertexta subsp. ciliaris, laciniata, littoralis, lupulina, minima, orbicularis, polymorpha, praecox, prostrata, rigidula, sativa, tornata, truncatula, × varia),
- Melilotus officinalis
- Onobrychis
- Phaseolus vulgaris
- Pisum sativum & subsp. elatius
- Styphnolobium japonicum
- Trifolium (dubium, medium, pratense)
- Trigonella (caerulea, foenum-graecum)
- Vicia (benghalensis, bithynica, cassubica, cracca, cuspidata, disperma, dumetorun, ervillia, faba, hirsuta, hybrida, lutea, noeana, onobrychioides, pannonica, parviflora, peregrina, pisiformis, sativa & subsp. macrocarpa + nigra, sepium, sylvatica, tetrasperma, villosa & subsp. varia)